# 孔房
孔房（？—？），孔子十五代孙，孔福之子。孔福去世后，孔房继承褒成君爵位。孔房去世后，由其子孔莽继承褒成君。